# Frantz Adam
Frantz Adam, (Bourg-en-Bresse, 1 de enero de 1886-Villejuif, 18 de diciembre de 1968) fue un psiquiatra francés conocido por haber fotografiado la Primera Guerra Mundial, particularmente la vida en las trincheras cuando era militar del ejército francés. Está enterrado en el cementerio de Vanves.

## Carrera
Al terminar la Gran Guerra, con 32 años, Frantz Adam es nombrado médico jefe del hospital psiquiátrico de Rouffach en la Alsacia recién reconquistada a los alemanes. Allí mismo, veintidós años más tarde, es arrestado y después expulsado por las autoridades del Tercer Reich como consecuencia del avance del ejército alemán en la ofensiva de mayo 1940. El régimen de Vichy le nombra médico jefe de la Chartreuse, en el Périgord, donde son reubicados sus pacientes de Alsacia. Se muestra contrario al racionamiento que sufren en la zona ocupada y que ponen en peligro a sus pacientes dementes.
En abril de 1941 es el primero en denunciar el abandono de los enfermos mentales que los hacía morir lentamente.

## La fotografía
Equipado con una cámara fotográfica de muelle Vest Pocket Kodak, tomó aproximadamente 500 fotografías del frente. Trescientas de ellas han sido conservadas y han sido donadas por la familia a la Agencia France-Presse en el año 2005. Durante el centenario de la Primera Guerra Mundial, esta agencia ha realizado un libro con este fondo fotográfico, en el que se muestran imágenes de gran calidad.

## Familia
Su hermano André Adam , nacido en Bourg-en-Bresse el 7 de enero de 1894 y muerto el 15 de marzo de 1978 en Pont-dÁin fue también combatiente en la Gran Guerra y hecho prisionero. Después de la guerra fue el párroco de su parroquia natal.
Frantz Adam estuvo casado con Marie Edmée Arnaud, hija de François-León Arnaud, que fue una de las figuras destacadas de la psiquiatría en Francia a principios del siglo XX.